# 광둥어 위키백과

광둥어 위키백과의 로고

광둥어 위키백과(광둥어: 粵文維基百科)는 광둥어로 된 위키백과이다. 2006년 3월 25일에 시작되었다. 2022년 2월 기준으로 122,300 개 이상의 일반 문서가 있다. 기호는 zh-yue이다.
중국어 위키백과와 마찬가지로 간체-번체 변환기능이 존재한다.